# Fraser Nelson
Fraser Andrew Nelson est un journaliste britannique né le 14 mai 1973,. De 2009 à 2024, il  est éditeur du magazine The Spectator.